# APQP
APQP est l'abréviation pour advanced product quality planning (and control plan) qui peut se traduire par planification avancée de la qualité et plan de contrôle du produit ou planification anticipée de la qualité et plan de contrôle du produit.
L'APQP offre une approche projet du développement produit axée sur des fondamentaux Qualité, avec l'utilisation d'un processus de planification en plusieurs phases (généralement cinq), au cours desquelles des livrables spécifiques à ces phases sont identifiés, contrôlés et suivis par les équipes associées à ce projet jusqu'à leur validation finale, tout en mettant en avant les risques associés au fur et à mesure qu'ils sont identifiés.
La structure mise en place, sa planification ainsi que la réalisation d'actions du cycle de réalisation du produit, garantissent qu'un ou des produits seront livrés dans les délais, en respectant les objectifs en matière de performance, de coût, de qualité et de satisfaction client.
Ce processus créé dans le cadre de QS9000 par les trois grands fabricants américains de véhicules Ford, Chrysler et General Motors a pour but de normaliser les activités de planification chez les fournisseurs dans l'industrie automobile.
Dans le cas d'un produit, le planning inclut toutes les étapes depuis la proposition de faisabilité jusqu'au test final et la livraison du produit.
La première version de APQP a été éditée en juin 1994. Plus récemment, la norme aérospatial EN9145, parue en novembre 2016, précise les exigences associées à la démarche.

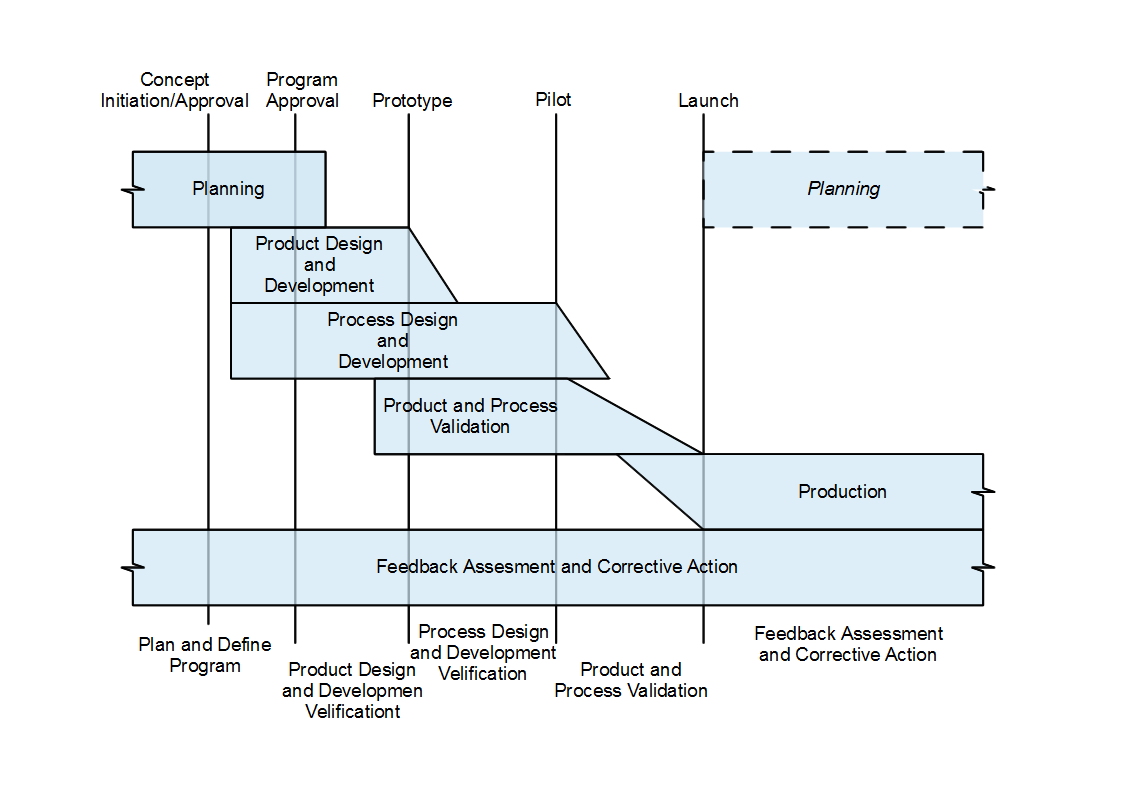
Les 5 phases de l'APQP

La démarche APQP peut-être utilisé dans 2 cas principaux : 
- Pour une démarche de développement d'un nouveau produit (New Product Industrialisation)
- Pour une démarche associé à des transferts industriels.

La démarche APQP possède plusieurs piliers principaux afin de fonctionner :
- Une planification des activités au démarrage du projet (appelé aussi "Quality Plan Timing")
- Un engagement à tous les niveaux de l'équipe projet
- Des objectifs clairs définis au démarrage
- Une approche basée sur l'anticipation des risques et leur mitigation
- Une validation des livrables avec des statuts d'avancement et de validation partagés entre les différents acteurs (internes & externes) du projet.